# Dębica

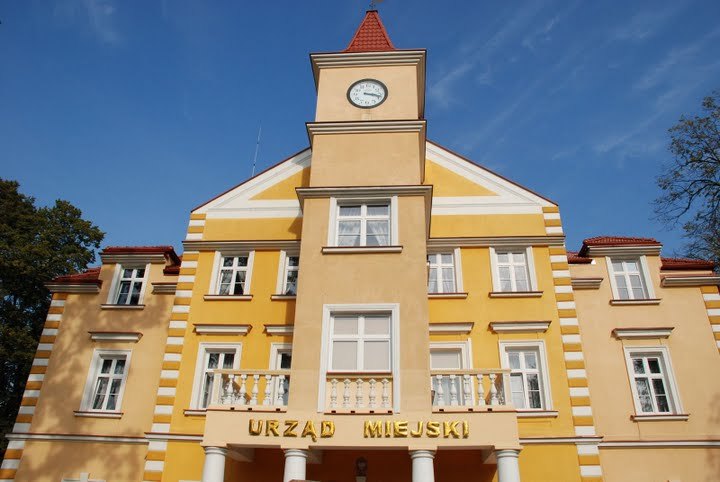
Rathaus

Dębica [dɛmˈbʲiʦa] (deutsch Dembitza) ist eine Stadt im südöstlichen Polen. Sie gehört zur Woiwodschaft Karpatenvorland und liegt rund 40 km westlich der Provinzhauptstadt Rzeszów sowie etwa 100 km östlich von Krakau an der Wisłoka. Sie ist Sitz der gleichnamigen Landgemeinde, der sie nicht angehört.

## Geschichte
Dębica wurde 1293 erstmals erwähnt, damals bestand bereits eine Holzkirche. Kasimir III. verlieh 1358 dem Ort das Stadtrecht, 1446 kam das Recht, Märkte und Jahrmärkte abzuhalten hinzu. Ein großes Feuer wütete 1554. 1578 lebten etwa 700 Menschen in der Stadt, davon etwa 20 Handwerker.
Bei der Ersten Teilung Polens fiel die Stadt an Österreich, damit ging der Verlust des Stadtrechts einher. 1831 forderte eine Choleraepidemie zahlreiche Menschenleben. Mit dem Bau der Bahnstrecke Lemberg–Wien um 1856 erhielt Dębica Anschluss an das Schienennetz. Der dadurch einsetzende Aufschwung führte schließlich 1914 zur Wiedererlangung des Stadtrechts.
1918 kam die Stadt an das neu gegründete Polen. 1937 wurde sie Sitz eines Powiats. 1939, vor dem Ausbruch des Zweiten Weltkrieges, lebten 10.600 Menschen in Dębica.
Unter der deutschen Besetzung wurde die jüdische Bevölkerung im Ghetto Dębica interniert, um sie von dort aus weiter zu deportieren. Ferner wurde nordöstlich der Stadt der SS-Truppenübungsplatz Heidelager angelegt.
Im Zweiten Weltkrieg wurde die Stadt zu 40 % zerstört. Nach dem Wiederaufbau hatte sie bald ungefähr viereinhalbmal so viel Einwohner wie 1939.
Aufgrund einer Verwaltungsreform kam der Ort 1975 zur Woiwodschaft Tarnów, bis diese 1998 aufgelöst wurde und der Ort ab 1999 Teil der Woiwodschaft Karpatenvorland wurde.

## Wirtschaft
Goodyear Dunlop hat 1995 das ansässige Reifenwerk T. C. Debica S. A. (ehemals Stomil Debica) übernommen. Heute ist das polnische Werk die drittgrößte Fabrik des Konzerns in der Welt.

## Verkehr
Im Bahnhof Dębica zweigt die Bahnstrecke Łódź–Dębica, die hier nur noch im Güterverkehr genutzt wird, von der Bahnstrecke Kraków–Medyka ab.

## Landgemeinde
Die eigenständige Landgemeinde (gmina wiejska) Dębica hat eine Fläche von 137,6 km², auf der etwa 25.500 Menschen wohnen.

## Persönlichkeiten
- Jerzy Żuławski (1874–1915), Erzähler, Lyriker und Dramatiker, gestorben in Dębica
- Leokadia Mikołajków (1906–2004), Krankenschwester, Gerechte unter den Völkern
- Ryszard Siwiec (1909–1968), ehemaliger Soldat der Heimatarmee, verbrannte sich aus Protest gegen den Einmarsch des Warschauer Pakts in die Tschechoslowakei
- Krzysztof Penderecki (1933–2020), Komponist und Dirigent, 2003 Ehrenbürger
- Leszek Pisz (* 1966), Fußballspieler
- Krzysztof Benedyk (* 1972), Fußballspieler und -trainer
- Mateusz Borek (* 1973), Sportjournalist und Fußballkommentator
- Slawomir Szymaszek (* 1973), Fußballspieler
- Tomasz Smoleń (* 1983), Radrennfahrer
- Artur Jędrzejczyk (* 1987), Fußballspieler

## Partnerstädte
- Puurs (Belgien)